# Instytut Naukowo-Badawczy Europy Wschodniej
Instytut Naukowo-Badawczy Europy Wschodniej – wschodnioznawczy i sowietologiczny ośrodek naukowo-badawczy działający w latach 1930–1939 w Wilnie przy Uniwersytecie Stefana Batorego, ale posiadający autonomię i samorządność. Przy instytucie działała Szkoła Nauk Politycznych o statusie uczelni prywatnej. Instytut mieścił się w gmachu Biblioteki Wróblewskich w Wilnie.
Instytut zainaugurował działalność 23 lutego 1930. Powstał w rezultacie współpracy trzech osób: Stefana Ehrenkreutza, historyka prawa, badacza instytucji ustrojowych Wielkiego Księstwa Litewskiego, Janusza Jędrzejewicza, ówcześnie podsekretarza stanu w Prezydium Rady Ministrów i Witolda Staniewicza, specjalisty ekonomiki rolnej, ministra reform rolnych (1926-1928) w rządach, Kazimierza Bartla, rektora USB w latach 1934–1935. Prezesem Instytutu został profesor Jan Michał Rozwadowski, a po jego śmierci (1935) profesor Stanisław Kętrzyński. Prezesem Zarządu Instytutu przez cały okres jego istnienia był Stefan Ehrenkreutz i to on właściwie stworzył cały Instytut.

## Struktura Instytutu
Sekcje:
- Sekcja Filologiczna (kierował nią: prof. Jan Otrębski)
- Sekcja Gospodarcza (prof. Władysław Marian Zawadzki, prof. Witold Staniewicz)
- Sekcja Historyczno-Prawnicza (prof. Stefan Ehrenkreutz)
- Sekcja Etnologiczna (prof. Cezaria Baudouin de Courtenay Ehrenkreutz Jędrzejewiczowa)
- Sekcja Fizjograficzna (prof. Mieczysław Limanowski)

Referaty naukowe:
- Referat Gospodarczy (kierował nim: doc. Stanisław Swianiewicz)
- Referat Polityczno-Ustrojowy (doc. Wiktor Sukiennicki)
- Referat Balticoslavica (prof. Erwin Koschmieder)
- Referat Bałtycki (doc. Władysław Wielhorski)
- Referat Narodowościowy (dr Seweryn Wysłouch)
- Referat Litewski (od 1935 r. – Janusz Ostrowski)